# Brandon Marshall (giocatore di football americano 1984)
Brandon Marshall (Pittsburgh, 23 maggio 1984) è un ex giocatore di football americano statunitense che ha militato nel ruolo di wide receiver nella National Football League (NFL). Fu scelto nel corso del quarto giro (119º assoluto) del Draft NFL 2006 dai Denver Broncos. Al college ha giocato a football alla University of Central Florida.
Marshall detiene il record NFL per il maggior numero di ricezioni in una partita, 21, stabilito nel 2009. È inoltre uno dei soli sei giocatori ad avere ricevuto 100 passaggi in tre stagioni consecutive.

## Carriera universitaria
Nei 4 anni che giocò con i Central Florida Knights, Marshall indossò con la maglia numero 6 in 45 partite nel ruolo di wide receiver, totalizzando 1.660 yard con 13 touchdown e 51 tackle, un intercetto e un fumble forzato che valse una safety.

## Carriera professionistica

### Denver Broncos

#### 2006
Nel draft NFL 2006, Marshall fu selezionato come 119ª scelta dai Denver Broncos. Debuttò nella NFL il 17 settembre 2006 contro i Kansas City Chiefs. Nella sua stagione da rookie saltò una partita a causa di un infortunio al legamento posteriore crociato e concluse con 20 ricezioni per 309 yard e 2 touchdown.

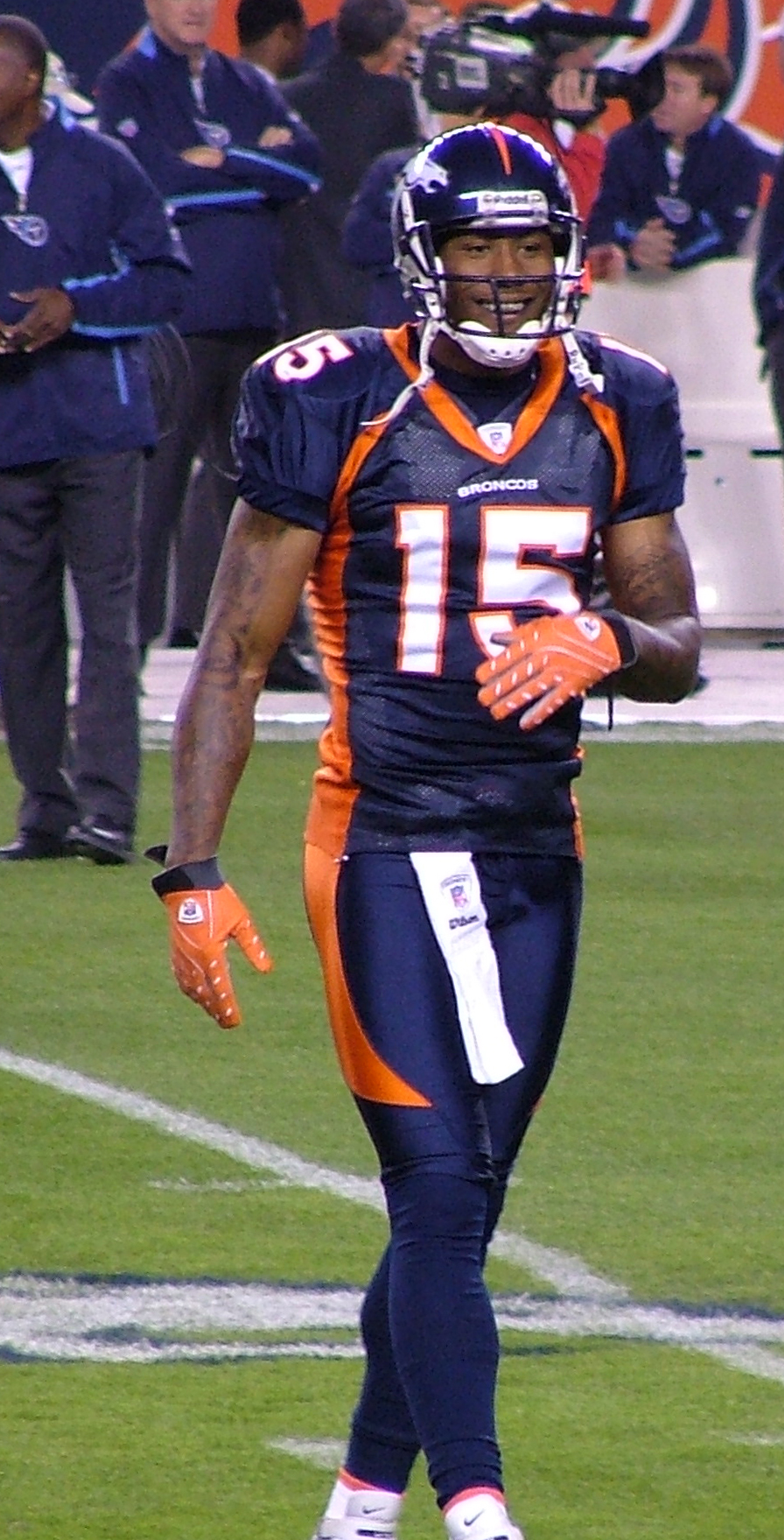
Marshall con la maglia dei Broncos.

#### 2007
Grazie al maggior minutaggio a disposizione, nella stagione 2007 Marshall si fece conoscere per la sua abilità di rompere e schivare i placcaggi avversari. Riguardo quest'abilità, il cornerback Brandon Flowers disse: "Brandon Marshall è un uomo della linea difensiva che gioca come wide receiver. Lui vuole punirti. Lui vuole che tu provi a placcarlo in modo da sfuggirti e guadagnare altre yard." Il cornerback Nnamdi Asomugha disse che Marshall è "il ragazzo più duro da buttare giù nell'uno contro uno."
Nella stagione 2007, Marshall guidò la squadra in ricezioni (102), yard ricevute (1.325) e touchdown ricevuti (7).

#### 2008
La stagione si aprì con una sospensione di 3 partite, in seguito ridotte a una sola, per dei problemi legali associati ad eventi esterni alla lega. Nella partita contro i San Diego Chargers, Marshall totalizzò 18 ricezioni per 166 yard con un touchdown. Grazie a questa stellare prestazione, egli vinse per la prima volta il riconoscimento di miglior giocatore offensivo della settimana della AFC. Brandon concluse l'annata al terzo posto della NFL nelle ricezioni totali (104) e venne scelto per disputare il suo primo Pro Bowl.

#### 2009
Il 13 dicembre 2009, Marshall stabilì il record NFL di ricezioni in una sola partita con 21, superando il precedente record di 20 di Terrell Owens. A seguito di tale prestazione vinse per la seconda volta il titolo di miglior giocatore offensivo della settimana della AFC. Brandon divenne inoltre uno dei cinque soli giocatori nella storia della NFL ad aver ricevuto almeno 100 passaggi per tre stagioni consecutive. A fine stagione venne selezionato per la seconda volta consecutiva per il Pro Bowl.

### Miami Dolphins

#### 2010
Il 14 aprile 2010, Marshall fu ceduto dai Broncos ai Dolphins per la 44a del draft NFL 2010 e la 46a scelta del draft NFL 2011. Nello stesso giorno firmò un contratto di 4 anni per un totale di 47,5 milioni di dollari.
Marshall terminò la stagione con 86 ricezioni per 1.014 yard e 3 touchdown. La sua striscia di stagioni consecutive con 100 o più ricezioni si fermò a tre ma estese quella delle stagioni da almeno mille yard a quattro. Le sue migliori prestazioni avvennero nel corso della settimana 3 in casa contro i New York Jets (10 ricezioni per 166 yard e 1 TD), nella settimana 6 contro i Green Bay Packers (10 prese per 125 yard), nella settimana 15 in casa contro i Buffalo Bills (11 ricezioni per 105 yards e 1 TD) e nella settimana 16 in casa contro i Detroit Lions (10 ricezioni per 100 yard).

#### 2011
Nella stagione 2011, Marshall ricevette 81 passaggi per 1.214 yard e 6 touchdown. Fu la sua quinta stagione consecutiva in cui superò il muro degli 80 passaggi ricevuti. Inoltre ottenne la terza convocazione per il Pro Bowl. Il 29 gennaio 2012, Marshall vinse il premio di miglior giocatore del Pro Bowl grazie a 176 yard accumulate e stabilendo il record della manifestazione con 4 touchdown su ricezione.

### Chicago Bears

#### 2012
Il 13 marzo 2012, Marshall fu ceduto ai Chicago Bears in scambio della scelta del 3º giro del draft NFL 2012 e la scelta del 3º giro del Draft NFL 2013. Il 9 settembre, nel debutto con la maglia di Chicago, Marshall ricevette 9 passaggi per 135 yard nella netta vittoria sugli Indianapolis Colts per 41-21. Il giovedì successivo, nella sconfitta contro i Green Bay Packers, Brandon disputò una partita frustrante rimanendo senza ricezioni per la maggior parte della partita e concludendo con 2 passaggi ricevuti nel finale per 24 yard complessive.

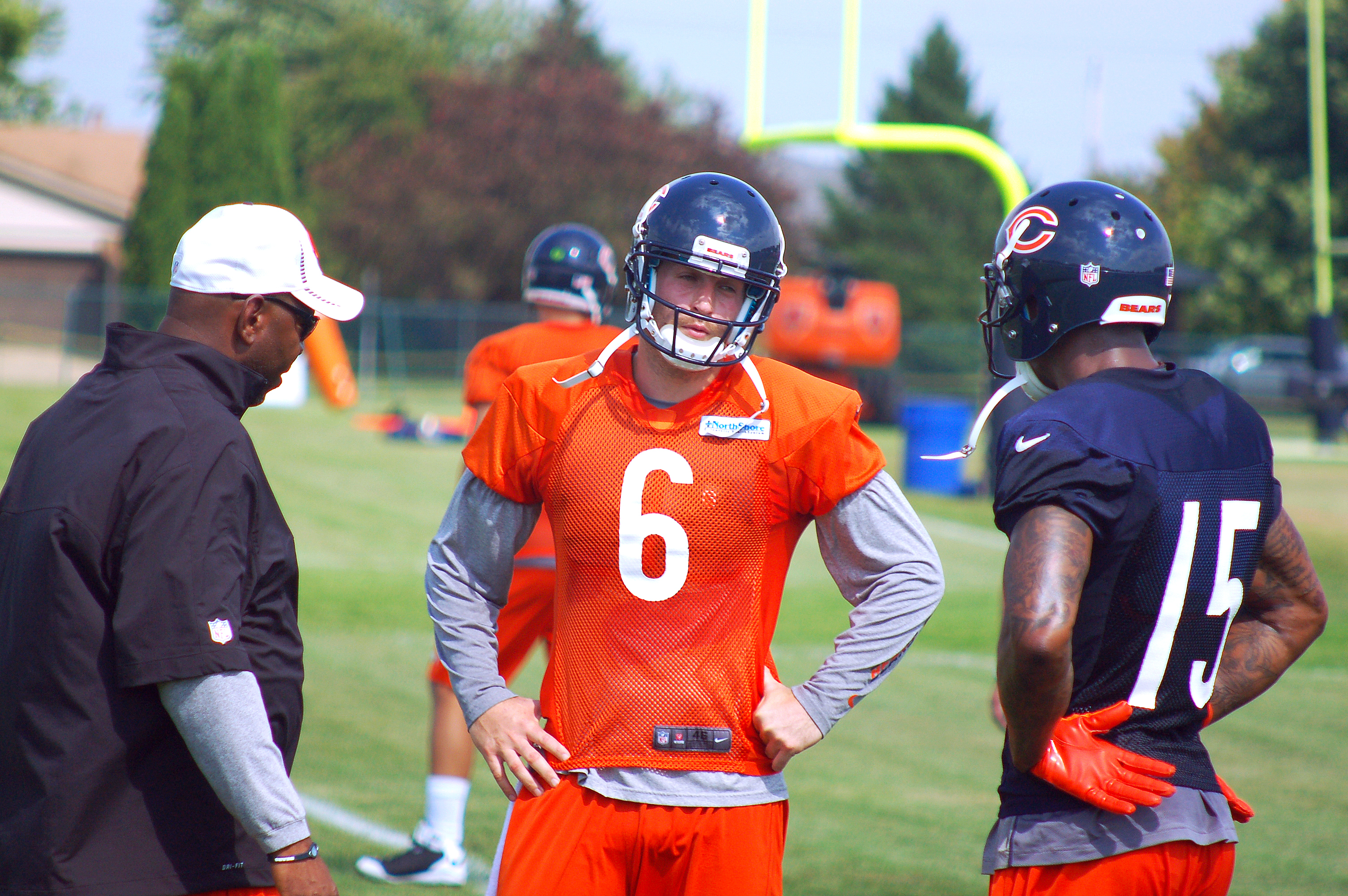
Marshall (destra) col quarterback dei Bears Jay Cutler nel training camp 2012.

Nella settimana 3 i Bears tornarono alla vittoria contro i St. Louis Rams: Marshall guidò la squadra con 5 ricezioni per 71 yard. Nella settimana successiva, i Bears si portarono sul record di 3-1 con la vittoria sui Cowboys nel Monday Night Football in cui Brandon disputò una grande partita ricevendo 138 yard e segnando un touchdown. Nel turno successivo Chicago vinse nettamente contro i Jaguars per 41-3 con il ricevitore che giocò un'altra ottima prestazione ricevendo 144 yard e segnando un touchdown.
Nella settimana 8 i Bears si portarono su un record di 6-1 battendo all'ultimo istante di gara i Panthers con Brandon che ricevette 98 yard. La sesta gara consecutiva Chicago la vinse contro i Titans segnando ben 51 punti con Marshall che giocò alla grande segnando tre touchdown e ricevendo 122 yard.
Nella sfida della settimana 10 tra due delle squadre più in forma della lega, i Texans batterono i Bears e Marshall ricevette 107 yard. Chicago, priva di Jay Cutler, perse anche la gara successiva contro i 49ers con Marshall che ricevette solo 21 yard e segnò un touchdown. I Bears con Cutler di nuovo in cabina di regia tornarono a vittoria nella settimana 12 dove Brandon ricevette 92 yard.
Un'altra grande prova da 165 yard e un touchdown di Marshall non servì ad evitare una sconfitta ai supplementari rocambolesca coi Seattle Seahawks nella settimana 13. La domenica successiva Chicago uscì ancora sconfitta malgrado 160 yard e un touchdown del ricevitore. Marshall segnò un touchdown anche contro i Packers nella settimana seguente, non sufficiente però a evitare ai Bears la quinta sconfitta nelle ultime 6 gare.
Il 23 dicembre, grazie a 68 yard ricevute nella vittoria sui Cardinals (con un touchdown), Marshall stabilì il nuovo record di franchigia dei Bears per yard ricevute in una stagione. Tre giorni dopo, Brandon fu convocato per il quarto Pro Bowl in carriera. La contemporanea vittoria dei Vikings rese inutile la vittoria dei Bears nell'ultimo turno di campionato sui Lions, condannando la squadra a rimanere ancora fuori dai playoff, Brandon che ricevette sole 42 yard. La sua stagione si concluse con 118 ricezioni (secondo nella NFL), 1.508 yard ricevute (terzo) e 11 touchdown su ricezione (quarto). Il 12 gennaio 2013 fu inserito nel First-team All-Pro. A fine anno fu posizionato al numero 27 nella classifica dei migliori cento giocatori della stagione.

#### 2013

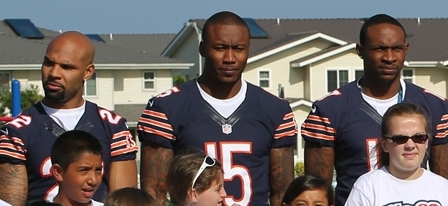
Da sinistra: Matt Forté, Brandon Marshall e Alshon Jeffery, 2014

Nella prima gara della stagione, Marshall guidò la squadra alla vittoria in una gara tirata contro i Bengals segnando il touchdown del sorpasso nel quarto periodo. La prestazione si concluse con 8 ricezioni per 104 yard. La settimana successiva, Brandon ricevette 113 yard e un touchdown nella vittoria sul filo di lana contro i Vikings. Il terzo TD della stagione lo segnò nella settimana 5 contro i Saints e altri due il giovedì successivo nella vittoria sui Giants che interruppe una striscia negativa di due sconfitte per Chicago. Nella settimana 9 i Bears batterono nel Monday Night i Packers in trasferta grazie a 107 yard e un touchdown del ricevitore. La domenica seguente le sue 139 yard ricevute con 2 touchdown non furono sufficienti per battere i Lions. Nella settimana 12 contro i Rams ricevette 10 passaggi per 117 yard e il nono TD stagionale ma i Bears uscirono sconfitti in maniera netta. Il decimo lo segnò nella settimana 15 nella vittoria sui Browns. Il 27 dicembre fu premiato con la quinta convocazione al Pro Bowl in carriera. Nell'ultima gara dell'anno contro i Packers, Marshall stabilì un nuovo primato personale col suo dodicesimo touchdown stagionale, ma ciò non fu sufficiente per far vincere Chicago, che per la sesta volta negli ultimi sette anni rimase fuori dai playoff. La sua stagione terminò con 100 ricezioni (quinto nella lega) per 1.295 yard ricevute, venendo votato al 36º posto nella NFL Top 100 dai suoi colleghi.

#### 2014
Il 19 maggio 2014, Marshall firmò coi Bears un rinnovo contrattuale della durata di tre anni e un valore di 30 milioni di dollari. Nella prima gara della stagione andò subito a segno ma Chicago perse a sorpresa in casa ai supplementari contro i Buffalo Bills. La domenica successiva ricevette tre touchdown da Cutler (due nell'ultimo periodo), contribuendo alla vittoria in rimonta sui 49ers, al loro debutto nell'appena costruito Levi's Stadium. Tornò a segnare due settimane dopo contro i Packers in una gara in cui la sua presenza rimase in dubbio sino all'ultimo minuto a causa di un infortunio. Nella gara del quattordicesimo turno contro i Cowobys, Marshall riportò infortuni alle costole e a un polmone, venendo costretto a perdere tutto l'ultimo mese della stagione, che chiuse quindi con 61 ricezioni per 721 yard e 8 touchdown, la prima sotto le mille yard ricevute dal 2006, il suo anno da rookie. Venne comunque inserito al 57º posto nella NFL Top 100

### New York Jets

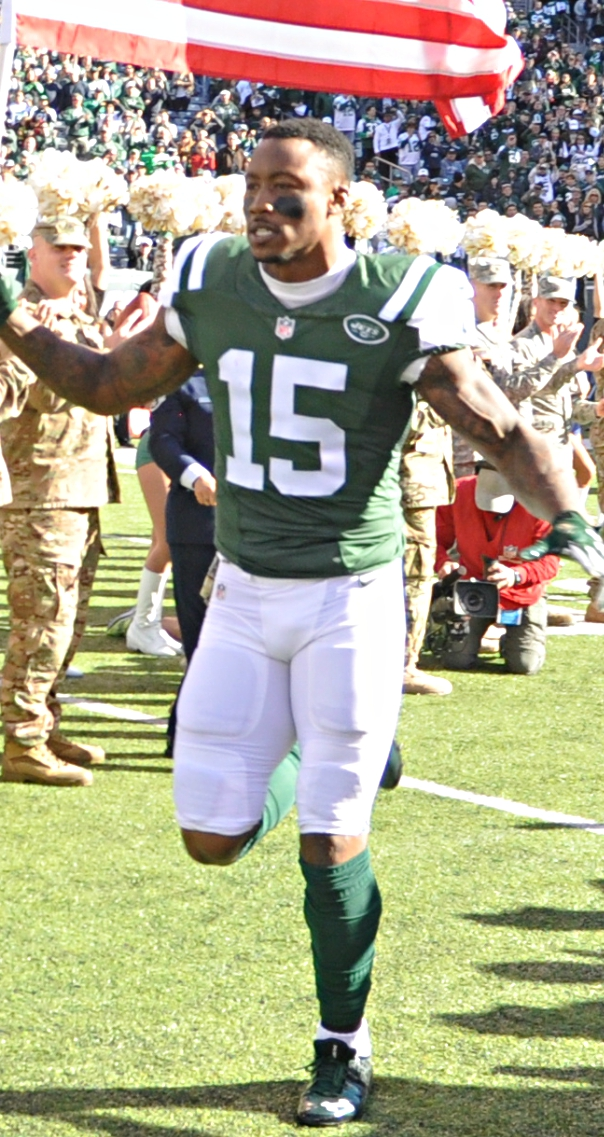
Marshall nel 2015

Il 6 marzo 2015, Marshall fu scambiato coi New York Jets, andando subito a segno in tutte le prime tre gare con la nuova maglia. Nelle quattro successive andò in segnò solamente una volta, prima di striscia di cinque gare consecutive con almeno un TD, inclusa quella della settimana 12 in cui disputò una delle migliori prove stagionali, ricevendo 131 yard e 2 marcature contro i Dolphins. Con altre 131 yard ricevute (con un touchdown) nella settimana 13, Marshall divenne il primo giocatore della storia a ricevere mille yard in stagione con quattro differenti franchigie. Per quella prestazione fu premiato come giocatore offensivo della AFC della settimana.
Nella settimana 16, Marshall stabilì diversi primati: con due touchdown raggiunse quota 13 stagionali, un nuovo record personale, pareggiando quello di franchigia, superò quello di Al Toon nel 1988 per il maggior numero di ricezioni in una stagione per un giocatore dei Jets e divenne il primo giocatore della storia della NFL a disputare sei diverse annate con almeno cento passaggi ricevuti. La sua stagione si chiuse guidando la NFL in touchdown su ricezione con 14 (assieme ad altri due giocatori) e al quarto posto con 1.502 yard ricevute, venendo convocato per il sesto Pro Bowl in carriera ed inserito nel Second-team All-Pro.
Alla fine della stagione 2016, Marshall chiese ed ottenne di essere svincolato.

### New York Giants
L'8 marzo 2017, Marshall firmò un contratto biennale del valore di 12 milioni di dollari con i New York Giants. La sua prima stagione però ebbe vita breve a causa di un infortunio alla caviglia nella settimana 5 contro i Los Angeles Chargers che lo costrinse a sottoporsi a un'operazione chirurgica.

### Seattle Seahawks
Il 29 maggio 2018 Marshall firmò con i Seattle Seahawks. Nella prima partita con la nuova maglia tornò a segnare per la prima volta dal 2016 ma la sua squadra fu sconfitta di misura dai suoi ex Broncos. Il 30 ottobre 2018 fu svincolato dopo 7 partite dalla squadra.

## Palmarès
- Convocazioni al Pro Bowl: 6

2008, 2009, 2011, 2012, 2013, 2015
- MVP del Pro Bowl: 1

2011
- First-team All-Pro: 1

2012
- Second-team All-Pro: 2

2009, 2015
- Miglior giocatore offensivo della settimana dell'AFC: 3

2ª del 2008 e 14ª del 2009, 13ª del 2015
- Leader della NFL in touchdown su ricezione: 1

2015
- Club delle 10.000 yard ricevute in carriera
- Record NFL: maggior numero di ricezioni in una singola gara (21)

## Statistiche
| Anno                        | Squadra           | Gare              | Gare              | Ricezioni         | Ricezioni         | Ricezioni         | Ricezioni         | Ricezioni         | Corse             | Corse             | Corse             | Corse             | Corse             | Fumble            | Fumble            |
| Anno                        | Squadra           | P                 | PT                | Ric               | Yard              | Media             | Max               | TD                | Ten               | Yard              | Media             | Max               | TD                | FUM               | Persi             |
| Stagione regolare           | Stagione regolare | Stagione regolare | Stagione regolare | Stagione regolare | Stagione regolare | Stagione regolare | Stagione regolare | Stagione regolare | Stagione regolare | Stagione regolare | Stagione regolare | Stagione regolare | Stagione regolare | Stagione regolare | Stagione regolare |
| --------------------------- | ----------------- | ----------------- | ----------------- | ----------------- | ----------------- | ----------------- | ----------------- | ----------------- | ----------------- | ----------------- | ----------------- | ----------------- | ----------------- | ----------------- | ----------------- |
| 2006                        | Denver Broncos    | 15                | 1                 | 20                | 309               | 15.5              | 71T               | 2                 | 2                 | 12                | 6.0               | 6                 | 0                 | 1                 | 0                 |
| 2007                        | Denver Broncos    | 16                | 16                | 102               | 1,325             | 13.0              | 68T               | 7                 | 5                 | 57                | 11.4              | 24                | 0                 | 3                 | 1                 |
| 2008                        | Denver Broncos    | 15                | 15                | 104               | 1,265             | 12.2              | 47                | 6                 | 2                 | −4                | −2.0              | 7                 | 0                 | 4                 | 3                 |
| 2009                        | Denver Broncos    | 15                | 13                | 101               | 1,120             | 11.1              | 75T               | 10                | 7                 | 39                | 5.6               | 14                | 0                 | –                 | –                 |
| 2010                        | Miami Dolphins    | 14                | 14                | 86                | 1,014             | 11.8              | 46                | 3                 | 2                 | 3                 | 1.5               | 4                 | 0                 | 2                 | 1                 |
| 2011                        | Miami Dolphins    | 16                | 16                | 81                | 1,214             | 15.0              | 65T               | 6                 | 1                 | 13                | 13.0              | 13                | 0                 | 1                 | 1                 |
| 2012                        | Chicago Bears     | 16                | 16                | 118               | 1,508             | 12.6              | 56                | 11                | 1                 | -2                | -2                | -2                | 0                 | 2                 | 0                 |
| 2013                        | Chicago Bears     | 16                | 16                | 100               | 1,295             | 13.0              | 44                | 12                | 0                 | 0                 | 0                 | 0                 | 0                 | 0                 | 0                 |
| 2014                        | Chicago Bears     | 13                | 13                | 61                | 721               | 11.8              | 47                | 8                 | 0                 | 0                 | 0                 | 0                 | 0                 | 0                 | 0                 |
| 2015                        | New York Jets     | 16                | 16                | 109               | 1,502             | 13.8              | 69T               | 14                | 0                 | 0                 | 0                 | 0                 | 0                 | 3                 | 2                 |
|                             | Totale            | 152               | 134               | 882               | 11,273            | 12.8              | 75T               | 79                | 20                | 118               | 5.9               | 24                | 0                 | 16                | 9                 |
| Playoff                     |                   |                   |                   |                   |                   |                   |                   |                   |                   |                   |                   |                   |                   |                   |                   |
| Nessuna presenza ai playoff |                   |                   |                   |                   |                   |                   |                   |                   |                   |                   |                   |                   |                   |                   |                   |

Fonte: NFL.com